# Lichtgrenze

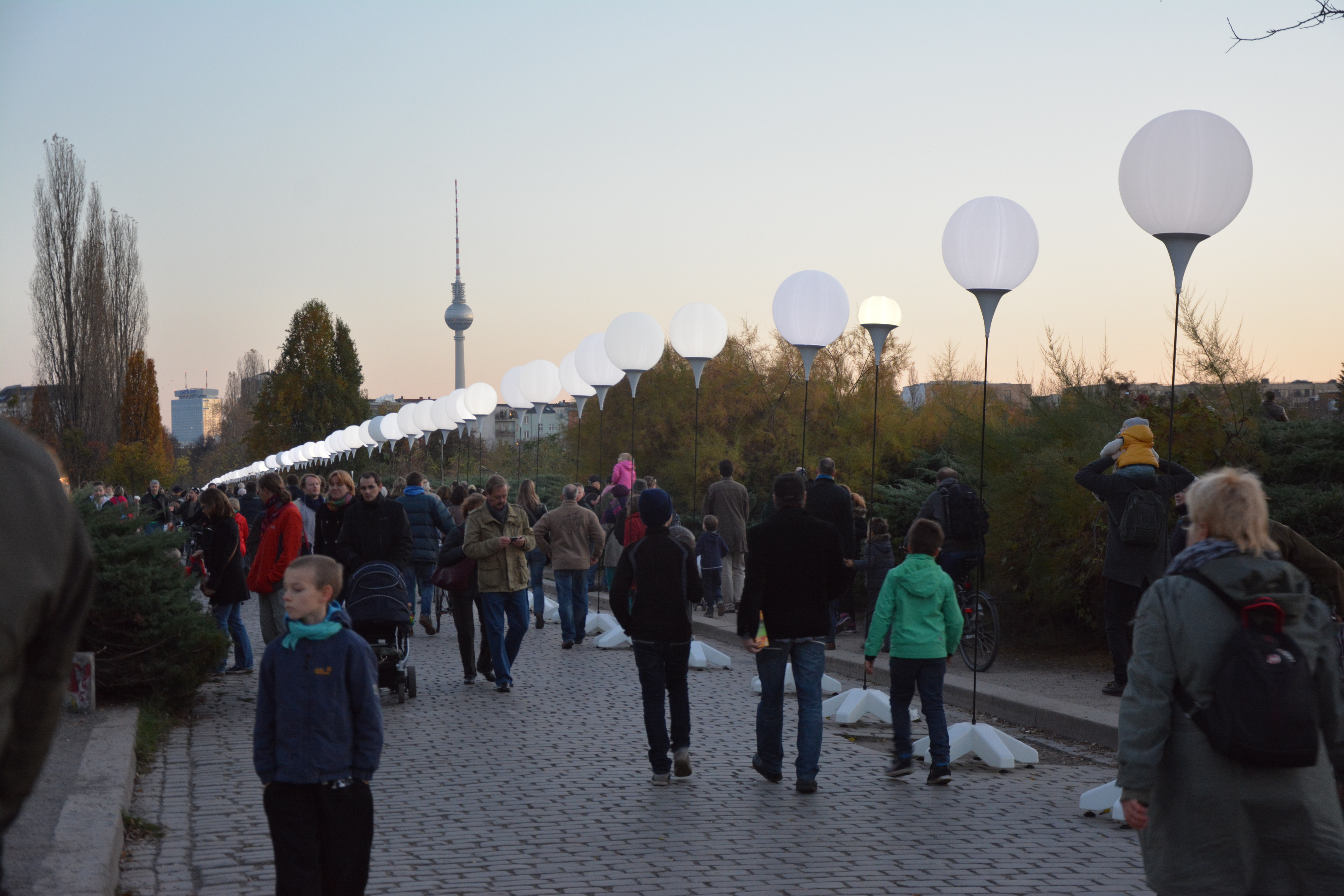
Die Installation Lichtgrenze

Lichtgrenze ist der Name einer temporären Installation der Kulturprojekte Berlin GmbH zum 25. Jahrestag des Mauerfalls, nach einer Idee der Brüder Christopher Bauder und Marc Bauder. Der Begriff „Lichtgrenze“ wurde zum Wort des Jahres 2014 gewählt.

## Die Installation
Vom 7. bis 9. November 2014 markierten 6880 weiße Ballons auf 2,50 Meter hohen Carbonstangen einen Teil des ehemaligen Mauerverlaufs. Die weißen Ballons aus Naturkautschuk hatten einen Durchmesser von je 60 Zentimetern. Der Standfuß jedes Objekts war ein mit 20 Liter Wasser gefüllter Kunststofffuß. Insgesamt war jede Ballonstele 3,40 Meter hoch. Die Installation war 15,3 Kilometer lang und reichte quer durch Berlin von der Bornholmer Straße bis zur Oberbaumbrücke. An sieben Orten wurde auf je einem Monitor die Filmcollage Mauerstücke mit historischen Filmaufnahmen gezeigt.

## Ablauf
Die Ballonstelen waren seit 7. November aufgestellt. Die feierliche Eröffnung erfolgte durch den damaligen Regierenden Bürgermeister Klaus Wowereit auf der Marschallbrücke. Abends wurden die Ballons aus dem Sockel heraus beleuchtet. Als Schlussakt wurden die Ballons am 9. November 2014 ab 19:20 Uhr nacheinander von je einem „Ballonpaten“ in die Luft gelassen. An jedem Ballon war ein runder Zettel mit einer persönlichen Mauergeschichte des Paten befestigt.

## Umsetzung

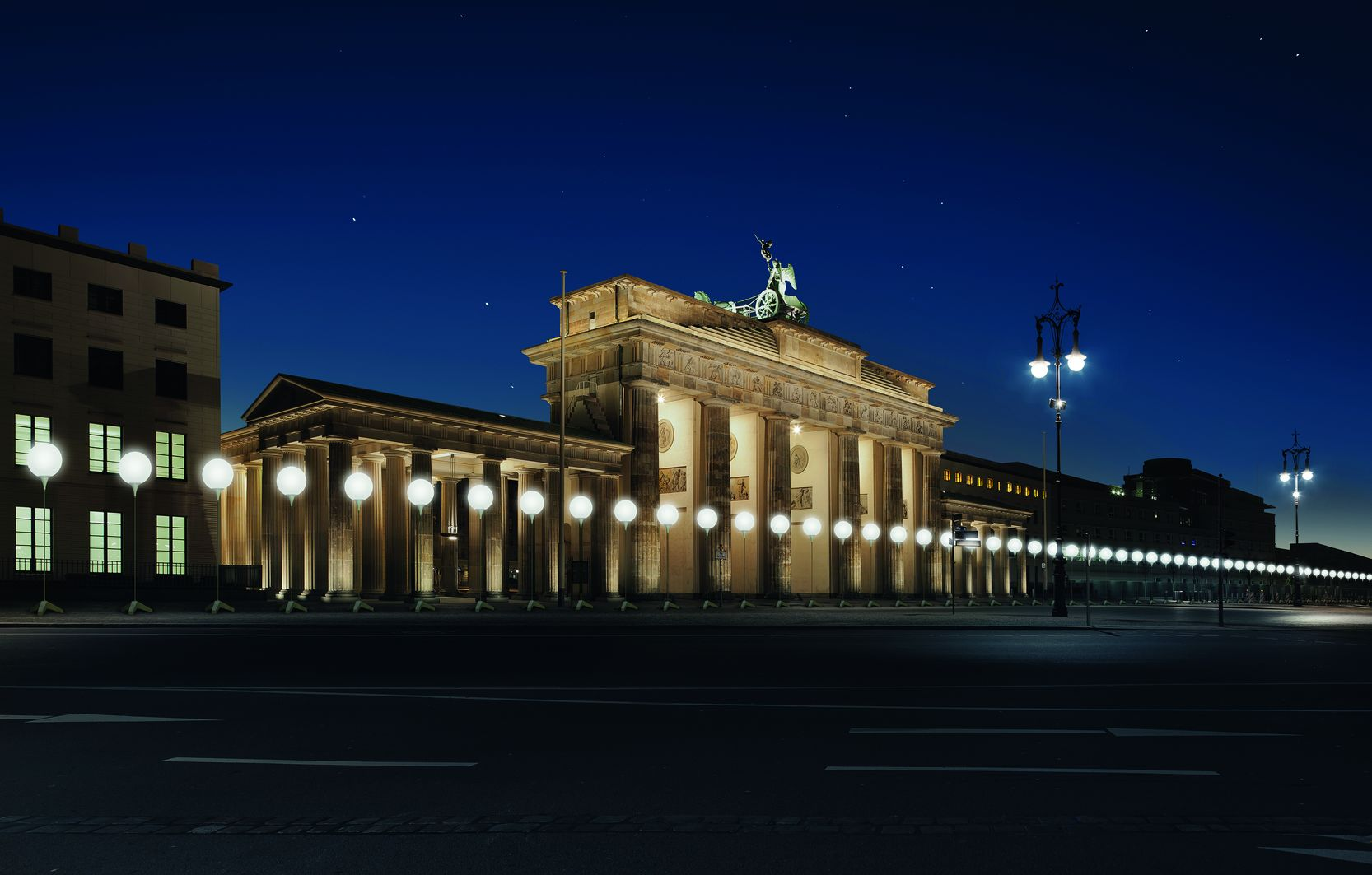
Visualisierung der Lichtgrenze vor dem Brandenburger Tor

Die Ballonstelen wurden von einem Berliner Designstudio in 18 Monaten entworfen und produziert. Dabei wurden über 40 Einzelteile zum größten Teil speziell für diese Installation entwickelt. Die Stelen wurden in den Behindertenwerkstätten des DRK in Potsdam montiert. Die Realisierung der Lichtgrenze erfolgte durch die Kulturprojekte Berlin GmbH in Kooperation mit der Robert-Havemann-Gesellschaft.

## Ballonfunde
Nach der Veranstaltung wurden auf der Website des Veranstalters (Kulturprojekte Berlin) über 90 Funde von angehängten Karten registriert (Stand: 9. März 2018). Die meisten entlang einer nordnordöstlichen Linie von Berlin. Davon abweichend gab es zwei Fundmeldungen bei Bremen, eine bei Soest, eine südlich von Münster und eine südlich von Frankfurt am Main.

## Wort des Jahres
Die Gesellschaft für deutsche Sprache gab am 12. Dezember 2014 Lichtgrenze als Wort des Jahres bekannt: Es spiegele in besonderer Weise die großen Emotionen wider, die das Ende der DDR im Herbst 1989 auch 25 Jahre später noch in ganz Deutschland hervorruft.

## Auszeichnungen
- 2015: Berliner Bär (B.Z.-Kulturpreis) für Christopher und Marc Bauder, „die mit ihrer strahlenden Lichtgrenze das schönste Symbol zum 25. Jahrestag des Mauerfalls schufen“.
- 2015: Verdienstorden des Landes Berlin für Frank Ebert und Christopher und Marc Bauder für die Lichtgrenze.[7]